# هورنرو حنایی
هورنرو حنایی (نام علمی: Furnarius rufus) نام یک گونه از سرده هورنرو است.